# Биньоне, Рейнальдо
Рейна́льдо Бени́то Анто́нио Биньо́не Рамайо́н (исп. Reynaldo Benito Antonio Bignone Ramayón; 21 января 1928, Морон, провинция Буэнос-Айрес — 7 марта 2018, Буэнос-Айрес) — аргентинский военный и государственный деятель, генерал, самоназначенный президент Аргентины (1982—1983, в современной Аргентине исключён из списка президентов, как и другие деятели хунты). Последний военный диктатор Аргентины, был вынужден передать власть гражданскому правительству Рауля Альфонсина.
После отставки в 1985 году был обвинён в пытках, похищениях и убийствах в ходе «Грязной войны», но освобождён в 1986 году. В январе 1999 года вновь был осуждён. В 2006 году переведён под домашний арест, но в 2007 году был опять арестован по обвинению в нарушении прав человека во время правления хунты. В апреле 2010 года приговорён к 25 годам тюрьмы.
1 марта следующего года начался очередной судебной процесс над Рейнальдо Биньоне и экс-президентом Хорхе Виделой по обвинению в 34 эпизодах похищения детей женщин-диссидентов, находившихся в заключении по политическим мотивам. Согласно материалам обвинения, у матерей отнимали детей в возрасте нескольких дней, а самих женщин в основном убивали, в том числе, сбрасывая с самолётов в море.
В июле 2012 года Биньоне вместе с Хорхе Видела были признаны аргентинским судом виновными в организации похищения детей у женщин-политзаключённых. Биньоне был приговорён к 30 годам тюремного заключения.
В мае 2016 года Биньоне был приговорён ещё к 20 годам заключения по делу об операции «Кондор».
Умер 7 марта 2018 года в возрасте 90 лет от сердечной недостаточности, вызванной септическим шоком в Центральном военном госпитале Буэнос-Айреса.